# قرن علي (الشغادرة)

تعديل مصدري - تعديل

قرن علي هي إحدى قرى عزلة قلعة حميد بمديرية الشغادرة التابعة لمحافظة حجة، بلغ تعداد سكانها 416 نسمة حسب تعداد اليمن لعام 2004.